# Athens. An Ode
Athens. An Ode – utwór angielskiego poety Algernona Charlesa Swinburne’a, ogłoszony w tomie
Tristram of Lyonesse and Other Poems wydanym w 1882. Jest on – jak wskazano w podtytule – odą na cześć starożytnych Aten. Powstał w kwietniu 1881.

Ere from under earth again like fire the violet kindle,
Ere the holy buds and hoar on olive-branches bloom,
Ere the crescent of the last pale month of winter dwindle,
Shrink, and fall as falls a dead leaf on the dead month's tomb.
Round the hills whose heights the first-bom olive-blossom brightened.
Round the city brow-bound once with violets like a bride,
Up from under earth again a light that long since lightened
Breaks, whence all the world took comfort as all time takes pride.

W omawianej odzie Swinburne przyrównał zwycięstwo Greków nad Persami w Bitwie pod Salaminą do rozgromienia przez Anglików hiszpańskiej Wielkiej Armady w 1588.